# Carlo Mennella
Carlo Mennella (* 29. Juni 1834 in Casamicciola; † 30. Juli 1883 ebenda) war ein italienischer römisch-katholischer Geistlicher und Weihbischof in Ischia.

## Leben
Carlo Mennella empfing am 19. September 1857 das Sakrament der Priesterweihe.
Am 18. November 1881 ernannte ihn Papst Leo XIII. zum Titularbischof von Mennith und zum Weihbischof in Ischia. Der Kardinalvikar für das Bistum Rom, Raffaele Monaco La Valletta, spendete ihm am 22. Januar 1882 in Rom die Bischofsweihe; Mitkonsekratoren waren der Vizegerent für das Bistum Rom, Erzbischof Giulio Lenti, und der Bischof von Lipari, Mariano Palermo.